# Penstemon inflatus
Espèce
Penstemon inflatus  est une espèce de plantes de la famille des Plantaginacées, originaire d'Amérique du Nord. Elle est connue sous le nom de       Inflated Beardtongue en anglais.

## Description
Cette espèce est pérenne et peut atteindre 60cm de haut.